# Mouvement social dans les Antilles françaises et la Guyane en 2008-2009

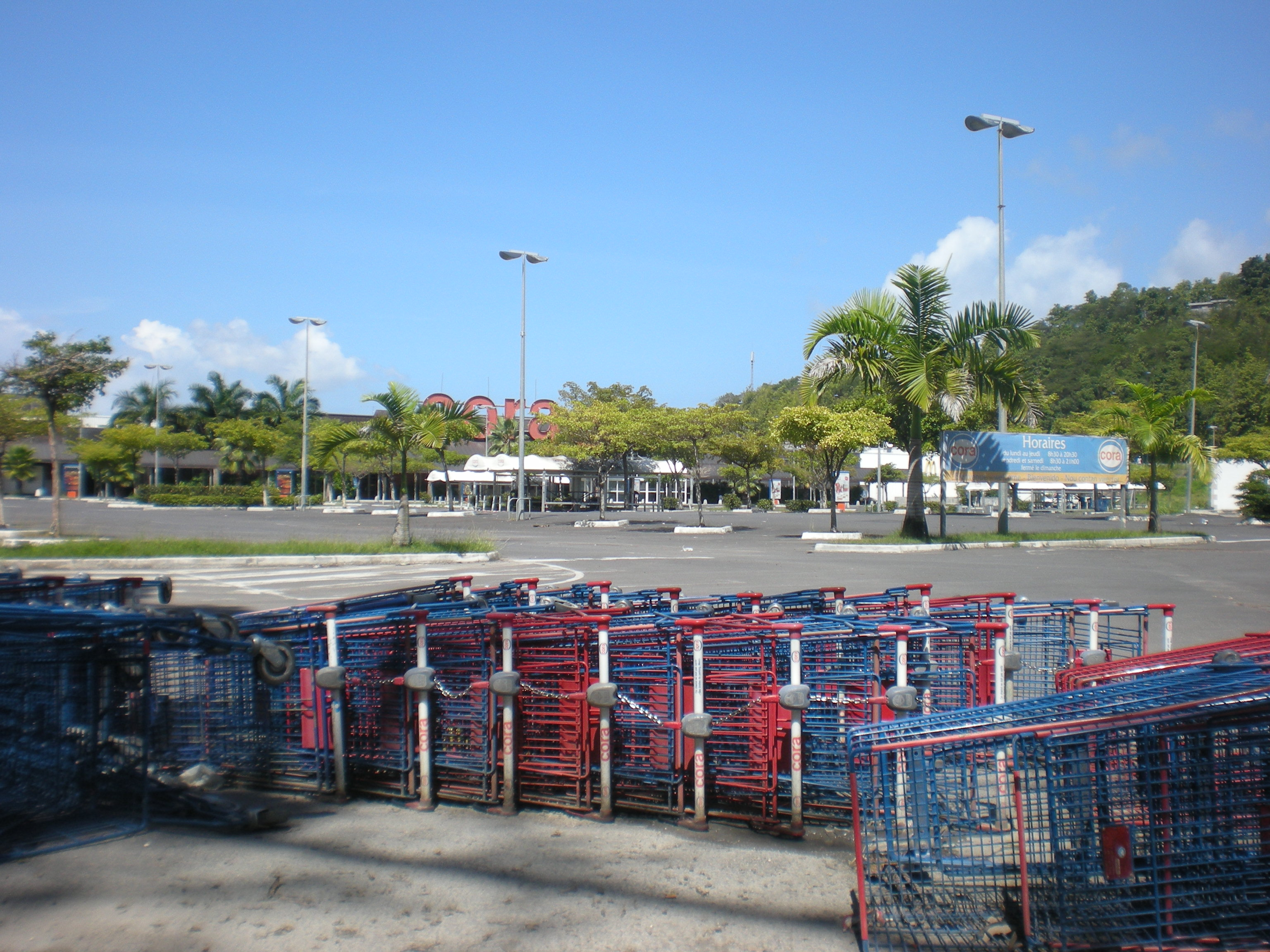
La grève générale a touché tous les secteurs, notamment la grande distribution, accusée de pratiquer des prix abusifs.

La grève générale de la Guyane et des Antilles françaises a commencé dans le département d'outre-mer de la Guyane le 24 novembre 2008,, la Guadeloupe le 20 janvier 2009, et s'est étendue à l'île voisine de la Martinique le 5 février 2009. Les trois DOM sont situés sur le plateau des Guyanes (au nord-Est de l'Amérique du Sud) et dans l’archipel des Antilles (mer des Caraïbes). Les revendications principales de cette « grève contre la vie chère » étaient une baisse des prix jugés abusifs de certains produits de base, comme le carburant et l'alimentation, ainsi qu'une demande de revalorisation des bas salaires. Le Monde diplomatique rapporte à cette époque « une situation de monopole, comme celui de la Compagnie maritime d'affrètement - Compagnie générale maritime (CMA-CGM), qui pratique des tarifs abusifs sur les conteneurs en provenance de la métropole. Huit familles békées contrôlent des chaînes de supermarchés et l’import-export. Le Groupe Bernard Hayot (GBH) par exemple est classé cent trente sixième fortune française. Entre 2007 et 2008, les produits de première nécessité se sont envolés : + 48 % pour le lait, + 87 % pour les pâtes, + 59 % pour le beurre, etc. ».
La grève a paralysé pendant plus d'un mois et demi tous les secteurs, privés et publics, notamment les stations-services, les petits et grands commerces, les hôtels et les industries liés au tourisme, les établissements scolaires et les transports publics.
Le 5 mars 2009, après 44 jours de conflit, un protocole d’accord pour la Guadeloupe a été signé par Élie Domota pour le LKP, le préfet Nicolas Desforges pour l’État et Victorin Lurel le président du conseil régional. Il a mis officiellement fin à la grève en satisfaisant les revendications populaires.
La grève de 2009 est un mouvement de grande ampleur qui sort du cadre traditionnel des luttes syndicales. Le mouvement obtient un fort soutien populaire, ce qui oblige les syndicats à unir leur action. Le groupe syndical LKP en chef de file érigera le terme pwofitasyon, un mot créole qui aura pour vocation d’englober tous les maux des sociétés antillaises, principalement la vie chère et le chômage jugés du fait de la responsabilité des exploiteurs. D’après Pierre Odin le terme pwofitasyon est un support contestataire, c’est un biais par lequel l’existence de l’exploitation généralisée est rendue visible en pointant du doigt une opposition entre exploiteurs et exploités. Il rajoute également à son analyse que la Guadeloupe et la Martinique sont considérées comme « dépendantes » de la France en raison de l’héritage colonial.
Les prémices de ce soulèvement s’observent en décembre 2008, une protestation se développe contre la hausse du prix de l’essence. Une manifestation se dirige en direction de la préfecture pour envoyer une délégation qui est aussitôt réprimée par la police devenue le seul moyen de réponse. Les syndicats lancent alors une date de grève générale pour le 20 janvier 2009. Une période durant laquelle le LKP rédige des revendications. Sur l’île voisine, la Martinique, la mobilisation semble moins importante et l’intersyndicale a peu d’écho. En 2009 l’unité syndicale prime et les organisations syndicales doivent s’accorder sur des revendications communes, malgré leurs divergences. Notamment, l’une des mesures phares de ces 44 jours de grèves qui était celle de la CGT relative à une augmentation des salaires de 200 euros. Le syndicat veut faire payer le patronat (l’exploitant), alors que l’UGTG vise surtout l’État. Elie Domota et l’UGTG, le syndicat majoritaire, animent la coalition du LKP.
Le 20 janvier 2009, l’appel à la mobilisation remporte un franc succès en Guadeloupe, 10 000 personnes se retrouvent pour défiler dans les rues de Pointe-à-Pitre. Rapidement rejoint par d’autres secteurs, hôtellerie, commerce, énergie et eau, les rangs de la lutte se gonflent. Et au-delà des espérances syndicales le mouvement dépasse de très loin la mobilisation initiée par l’extrême-gauche. La Martinique suit le pas, et 20 000 personnes défilent dans les rues de Fort-de-France le 5 février. De très grande ampleur le mouvement dépasse ses organisateurs. Des axes routiers sont bloqués et la contestation s’autonomise du giron syndical. À cela s’ajoute une grande diffusion d’images, slogans et de chants. Le LKP conduit à une vague de défiance à l’égard des élus mais aussi des autorités administratives. Les négociations sont diffusées sur Canal 10, chaine télévisée locale, où les syndicalistes évoquent les réalités méconnues de l’exploitation en Guadeloupe. Cela leur vaudra la qualité d’experts, puisqu’en face les élus locaux accompagnés de l’élite sociale locale sont inactifs : un manque de réaction qui ne passe pas inaperçu.
La rupture des négociations fait basculer la situation qui se rapproche de l’insurrection. Des barrages sur les routes et dans les quartiers sont érigés par la population et les confrontations avec les forces de l’ordre se multiplient. Devenus des espaces autonomes et hors d’atteinte, ils contribuent au développement de la politisation avec les discussions entre militants, auxquels se joignent des personnes extérieures. Cette politisation par le bas est en lien direct avec les problèmes matériels du quotidien, comme le ravitaillement de la population. La stratégie repose sur l’horizontalité et les réseaux d’interconnaissances, ce qui fait que le mouvement sort de la sphère des responsables syndicaux et devient porté par des gens ordinaires.
La tension monte et des affrontements avec les forces de l’ordre ont lieu sur les barrages, avec des barricades enflammées, avec des jets de pierre. Toute la population est au rendez-vous, en particulier la jeunesse des quartiers populaires. Mais le LKP se prononce à l’encontre d’une insurrection. Un refus surement dû à la mort du syndicaliste Jacques Bino et le souvenir de Mai 67, raisons pour lesquelles il y aura une demande pour lever les barrages. L’annonce est mal reçue par les jeunes qui n’apprécient pas les ordres du LKP. Les 44 jours de grèves s’achèveront par un appel au calme et à retourner au travail après avoir obtenu satisfaction des revendications.

## Chronologie de la grève
Voici les principales étapes du mouvement de grève générale ayant touché la Guyane puis les Antilles françaises de la fin de 2008 au début de l'année 2009,,, :

### Novembre 2008
- 24 novembre :  après plusieurs jours de tension en Guyane à la suite de la décision d'augmenter les prix du carburant (1,77 € de litre d’essence et de 1,55 euro celui de gazole à la pompe), les premiers barrage se forment à Cayenne et Saint-Laurent du Maroni, bloquant toute circulation de marchandises et de véhicules (à l’exception de véhicules d’urgence)[1],[2]. Cette mobilisation menée par un collectif de socioprofessionnels et de consommateurs s'oppose à cette hausse et revendique une baisse de 50 centimes d’euro à la pompe. Des faits de violences sont rapportés[11]. De longues files d'attente se forment devant les stations essence qui, n'étant plus approvisionnées, sont rapidement épuisées[11],[12].

- 25 novembre : Le mouvement s'intensifie. Les communes connaissent des perturbations[13],[14],[15]. Malgré les gènes occasionnées, le mouvement est globalement soutenu par la population[16],[17].

- 26 novembre : L'accès à l'aéroport est rendu difficile[18],[19]. La mobilisation s'organise tandis que tension monte localement et on observe quelques incidents à Cayenne[20],[21].

Quatre barrages paralysent Saint-Laurent : les écoles et les commerces sont fermés, il n'y a plus de carburant et le marché est réduit au minimum
- 27 novembre : Quatrième jour de blocage général. L'aéroport est fermé. Plus aucun avion n'atterrit. La vie s'organise sur les barrages avec des animations tous les soirs autour sur les ronds-points et les carrefours. La jeunesse se mobilise[23]. La gendarmerie intervient ponctuellement. On constate parfois des tensions et incidents (feux de poubelles…)[24]. Des faits divers (meurtres) se déroulent en marge des festivités[25]

- 30 novembre : Le mouvement s'intensifie. Les discussions entre élus et population s'organisent[26]. Victorin Lurel, député de la 4e circonscription et vice-président du conseil régional guadeloupéen et Félix Desplan le député et premier vice-président du Conseil général de la Guadeloupe, rendent visite au président de région Antoine Karam[27]. Les négociations avec le gouvernement échouent[28]. La situation se tend. Des rumeurs circulent concernant l'arrivée de CRS pour engager la répression du mouvement[29]. L'aéroport rouvre par intermittence mais la région reste bloquée[30].

### Décembre 2008
- 1e décembre : La mobilisation s'étend à l'ensemble du territoire. On compte 28 barrages sur les 2 routes nationales et dans les villes et communes[31]. La mobilisation bat son plein. On observe des convergences de luttes[32].

- 2 décembre : La mobilisation plutôt festive[33] est étendue à l'ensemble du territoire jusqu'à Saint-Georges de l'Oyapock[34], mais commence à faiblir par endroits[35]. Des délinquants profitent de la désorganisation générale[36].

- 3 décembre : Certains quartiers particulièrement isolés du fait des barrages s'organisent[37]. Cette crise met au jour des revendications plus profondes[38].

- 4 décembre : Certains profitent de la situation en monnayant 25 € le trajet de 3 kilomètres menant de la RN1 à l'aéroport[39]. Les barrages sont finalement levés après 11 jours de paralysie totale de la Guyane, à la suite d'un protocole d’accord signé entre les représentants de l’État, la Région Guyane, le Département de la Guyane et l’association des Maires de Guyane[40], malgré certaines revendications non satisfaites et des impacts profonds dans l'économie guyanaise[41], dont les faillites de plusieurs PME. Pendant ce temps, les faits divers se poursuivent[42].
- 5 décembre : Première réunion à l'appel de l'UGTG, proposition de manifestation le 16 décembre pour demander une baisse du prix de l'essence[8].
- 16 décembre : Manifestation « contre la vie chère » à Pointe-à-Pitre réunissant 7 000 personnes (selon le LKP) à l'appel de 31 organisations syndicales, politiques et associatives. Le sous-préfet reçoit une délégation de 15 personnes[8].
- 17 décembre : Manifestation de 4 000 personnes (selon le LKP) à Basse-Terre. Refus du Préfet de recevoir les dirigeants des organisations[8].
- Entre le 17 décembre 2008 et le 20 janvier 2009 : Des réunions sont organisées afin de préparer la plate-forme de revendications du Liyannaj Kont Pwofitasyon (LKP)[8].

### Janvier 2009
- 19 janvier : Exigeant l'arrêt de toute implantation de nouvelle station-service et de cuve privée par les entreprises possédant une flotte automobile, les gérants des 115 stations-services de l'île débutent une grève illimitée [43].
- 20 janvier : Début d'une grève générale à l'appel d'une cinquantaine d'organisations syndicales, associatives, politiques et culturelles de la Guadeloupe réunies dans un collectif dénommé le « Liyannaj Kont Pwofitasyon » (LKP), pouvant être traduit par « Collectif contre l'exploitation outrancière ». Le collectif dépose une plateforme de 146 revendications, réclamant notamment une hausse des bas salaires de 200 euros ainsi qu'une baisse du prix des carburants, des produits de première nécessité, des impôts et des taxes. Manifestation de 3 000 manifestants à Pointe-à-Pitre.
- 21 janvier : La grève s'étend aux secteurs de l'éducation et l'hôtellerie.
- 23 janvier : Première négociation avec le préfet Nicolas Desforges. La distribution de l'eau potable est perturbée.
- 24 janvier : Nouvelle manifestation à Pointe-à-Pitre, réunissant 8 000 personnes selon la police et 25 000 personnes selon les organisateurs.
- 26 janvier : Le préfet réquisitionne huit stations-services afin de permettre aux véhicules prioritaires d'être approvisionnés[44]. La chaine de télévision RFO interrompt ses programmes.
- 28 janvier: Le secrétaire d'État à l'Outre-Mer, Yves Jégo, propose des négociations « thème par thème, dans un délai contraint de quatre semaines »[45].
- 29 et 30 janvier : Selon les sources, 12 000 à 65 000 personnes manifestent à Pointe-à-Pitre, une mobilisation record sur l’archipel[7],[8],[46].
- 31 janvier : Le conseil régional de la Guadeloupe et le conseil général de la Guadeloupe proposent des mesures à hauteur de 54 millions d'euros afin de satisfaire les principales revendications du LKP, qui les refuse en bloc et appelle à la poursuite de la mobilisation.

### Février 2009
- 1er février : Yves Jégo arrive en Guadeloupe afin de tenter de résoudre le conflit qui paralyse l'île depuis près de deux semaines[47].

- 2 février : Jégo annonce la réouverture de 25 stations-services et l'application anticipée du Revenu de solidarité active (RSA) dès cette année[48].

- 3 février : Jégo annonce que « dès cette année » 40 000 billets d'avions aller-retour à 340 euros Pointe-à-Pitre/Paris seront mis à disposition des « Guadeloupéens les plus modestes »[43].

- 4 février : Jégo annonce « une trentaine de mesures », et notamment avoir obtenu un engagement clair et chiffré de la grande distribution afin qu'elle baisse de 10 % le prix de 100 produits de première nécessité[49]. Première réunion de négociations à Basse-Terre avec le LKP. Blocage du port et des écoles.

- 5 février : Début de la grève en Martinique, 15 000 à 20 000 manifestants se rassemblent à Fort-de-France contre la vie chère. Barricades de pompistes devant les stations-services.

- 6 février : En Guadeloupe, blocage de l'unique dépôt pétrolier de l'île. En Martinique, début des négociations entre l'État, les élus, le patronat et le « collectif du 5 février » qui réunit les syndicats menant la grève générale[50]. Diffusion sur Canal+ d'un reportage de Romain Bolzinger sur les békés intitulé « Les derniers maîtres de la Martinique », dans lequel Alain Huygues-Despointes, entrepreneur béké de Martinique confie qu'il regrette que les historiens ne s'intéressent pas « aux bons côtés de l'esclavage » et explique « vouloir préserver sa race ». Malgré les excuses et les « sincères regrets » présentés par Huygues-Despointes, la diffusion de ce reportage en pleine crise sociale entraine de nombreuses réactions hostiles contre la communauté béké. Yves Jégo, le secrétaire d'État à l'outre-mer, juge ces propos « parfaitement ignobles » et le parquet de Martinique ouvre une information judiciaire pour « apologie de crime contre l'humanité et incitation à la haine raciale » [51].

- 8 février : en Guadeloupe, plusieurs milliers de manifestants sont réunis à Basse-Terre où se poursuivent les négociations. Un préaccord sur les principaux points de revendications et notamment sur une hausse des bas salaires est trouvé entre le patronat guadeloupéen et le LKP. Yves Jégo annonce son retour à Paris afin de le soumettre à Matignon. En Martinique, plusieurs grandes surfaces sont contraintes par les grévistes à fermer leurs portes.
- 9 février : en Guadeloupe, le président du conseil général, Jacques Gillot (PS), appelle à une « journée île morte. » [52] Le secrétaire général du Medef de la Guadeloupe, Jean-Luc Lubin, chiffre entre 160 et 200 millions d'euros le manque à gagner entraîné par les mouvements de grève[9].
En Martinique, des milliers de personnes manifestent contre la vie chère.

- 10 février : Le premier ministre François Fillon annonce le retour d'Yves Jégo aux Antilles et déclare que l'État ne peut se substituer aux partenaires sociaux. Une réunion interministérielle de crise se tient à Paris[53].

- 11 février : Un prérapport établi à l'attention d'Yves Jégo sur la fixation des prix du carburant aux Antilles et en Guyane s'avère accablant pour les compagnies pétrolières, accusées de s'enrichir parfois sans cause aux dépens des consommateurs[54].

- jeudi 12 février : Jégo fait 39 propositions pour sortir de la crise en Martinique[55]. Il dénonce les propos racistes d'un entrepreneur béké diffusés dans un reportage sur Canal+ [56]. En Guadeloupe sur la chaine de télévision locale Canal 10, en réaction à un appel des chefs d’entreprises à assurer leur sécurité par eux-mêmes et à cesser les dérives, menaces et pressions exercées sur les entreprises, Élie Domota lance un avertissement « Si quelqu'un blesse un membre du LKP ou un manifestant guadeloupéen, il y aura des morts », « Les békés prennent leurs dispositions, nous prenons les nôtres », « Si c'est la guerre civile que vous voulez et qu'il y a besoin de faire un mai 67, vous pouvez compter sur nous »[57],[58]

- vendredi 13 février : Nicolas Sarkozy annonce la mise en place sans délai d'un Conseil interministériel de l'Outre-mer[59]. Yves Jégo annonce que les mesures d'État pour les Antilles seront applicables à La Réunion et à la Guyane. À la Réunion, les syndicats appellent à une grève générale le 5 mars[60].

- samedi 14 février : Des élus des Antilles françaises appellent à « assouplir » les mouvements de grève en raison de leur impact sur l'économie et la vie quotidienne[61]. Domota déclare que « l'État français a choisi sa voie naturelle : celle de tuer les Guadeloupéens comme d'habitude », dénonçant des gendarmes arrivés en Guadeloupe « armés jusqu'aux dents » [57].

- dimanche 15 février : Le blocage est total dans les Antilles françaises, les négociations semblent immobilisées. Les supermarchés encore ouverts sont évacués, les manifestants utilisent la force contre les salariés.

- 16 février : Un appel au blocage des routes est lancé en Guadeloupe, les forces de l'ordre reçoivent l'ordre d'assurer la liberté de circuler et s'opposent aux manifestants obstruant les grands axes de l'île. Des magasins sont pillés et des voitures sont brûlées. Il y a plusieurs interpellations et quelques blessés légers[62],[63]. Les chaines de télévision guadeloupéennes retransmettent le témoignage d'Alex Lollia, le secrétaire général de la CTU, qui déclare « Les CRS sont arrivés : ils m’ont dit sale chien ! sale nègre ! On t’a vu hier soir à la télé, on va te casser ! » [64].

- 17 février : Après une nuit de violence, le calme est revenu dans la journée. L'aéroport est fermé faute de personnel[65]. Le président du conseil régional de Guadeloupe Victorin Lurel s'alarme de voir les négociations dans l'impasse et déclare que « la Guadeloupe est au bord de la sédition. » Yves Jégo assure qu'il y a un travail « en coulisses » et dit avoir « bon espoir » que la crise sociale soit prochainement résolue[63]. En Martinique, le « collectif du 5 février » et les représentants de la grande distribution parviennent à un accord sur la notion de produit de première nécessité[9].

- mercredi 18 février : Deuxième nuit de violence. Mort d'un syndicaliste du LKP, Jacques Bino, tué par balle par des jeunes tenant un barrage routier à Pointe-à-Pitre alors qu'il rentrait d'un meeting[66]. La ministre de l'Intérieur et de l'Outre-Mer Michèle Alliot-Marie déclare que « les pillages, les violences contre les personnes, les exactions »  ne seront pas tolérés et annonce l'envoi de « quatre escadrons de gendarmes mobiles », soit 280 militaires, alors qu'un millier de gendarmes et autant de policiers sont déjà sur place[67]. Des célébrités telles que le footballeur Lilian Thuram [68] ou encore le chanteur de dancehall Admiral T [69] soutiennent le mouvement du LKP tout en faisant un appel à la non-violence des jeunes. Lors de son allocution télévisée sur les mesures sociales anti-crise du gouvernement, Nicolas Sarkozy évoque la situation en Outre-mer pour la première fois depuis le début des grèves et promet de répondre à « l'angoisse », « l'inquiétude » et « une certaine forme de désespérance de nos compatriotes des territoires d'Outre-mer. »[70]

- jeudi 19 février : Nombreuses interpellations dans la nuit de mercredi à jeudi où cinq magasins sont incendiés, des balles tirées sur les forces de l'ordre et la mairie de Sainte-Rose dégradée. Allocution du président de la République sur la situation en Guadeloupe diffusée en direct sur les antennes de RFO. Nicolas Sarkozy affirme comprendre les « frustrations, les blessures, les souffrances » estimant que depuis des années « on ne s'est pas attaqué aux racines du mal ». Il annonce un effort supplémentaire de 580 millions d'euros pour les DOM, l'ouverture d'États généraux et dit être favorable à la création d'une collectivité unique par département d'Outre-mer.

- vendredi 20 février : La nuit est plus calme que les précédentes. Les forces de l'ordre dégagent certains barrages routiers. François Fillon attend que le patronat « fasse des propositions d'augmentation de salaire » estimant que sans accord entre partenaires sociaux « la crise ne sera pas résolue ». Le leader du LKP Élie Domota annonce la reprise des négociations avec le gouvernement, déclarant vouloir « trouver un accord sur la base du préaccord du 8 février », le but étant d'obtenir une hausse de 200 euros pour les bas salaires, compensée par un allègement de cotisations patronales à la charge de l'État[71]. À cela les médiateurs envoyés par François Fillon proposent un système de bonus, payés par les patrons et exonérés de cotisations, compris entre 50 et 120 euros pour les salariés gagnant moins de 1,4 fois le Smic. Les négociations sont interrompues dans la soirée, devant reprendre lundi[72].

- samedi 21 février : Plusieurs personnalités de gauche apportent leur soutien au collectif LKP. Après Olivier Besancenot arrivé la veille, Ségolène Royal débarque ce samedi en Guadeloupe. À Paris, une manifestation de soutien au mouvement de lutte contre la vie chère rassemble entre 10 000 et 15 000 personnes, dont de nombreux responsables politiques de gauche et d'extrême gauche[72]. Un jeune motard non casqué de 23 ans se tue en percutant un barrage érigé par des membres du LKP à Saint-François dans la nuit de vendredi à samedi [73]. La plupart des barrages sont dégagés dans la journée et treize stations-service sont réquisitionnées.
En Martinique, le carnaval est annulé, du jamais-vu depuis l'éruption de la montagne Pelée en 1902[74].

- dimanche 22 février : Obsèques de Jacques Bino, le syndicaliste de la CGTG tué le 18 février. Ségolène Royal y participe, presse le patronat de répondre à la revendication sur l'augmentation des salaires[75].

- lundi 23 février : Reprise des négociations, buttant toujours sur la question de l'augmentation des bas salaires, entre le collectif LKP, le patronat et l'État. Le calme semble être revenu, tous les axes routiers ont été dégagés pendant le weekend[76].

- mardi 24 février : Mardi gras, 35e jour de grève en Guadeloupe, 19e jour en Martinique, la plupart des festivités sont annulées[77].
En Guadeloupe, la région et le département proposent « une contribution financière conjointe de 50 euros par mois sur une durée de 12 mois non reconductible ».
La Martinique et Fort-de-France connaissent une première nuit de violence et de pillages après que les grilles de la préfecture ont été enfoncées par la foule alors que les négociations s'éternisaient.

- mercredi 25 février : l'État propose la mise en place d'un Revenu supplémentaire temporaire d'activité (RSTA) de 80 euros jusqu'à 2011, avant un retour au revenu de solidarité active (RSA).

- jeudi 26 février : un accord salarial partiel est signé en Guadeloupe pour une augmentation des bas salaires: ceux qui gagne entre 1 et 1,4 fois le SMIC verraient leur revenu mensuel augmenter de 200 euros par mois. Le protocole d'accord a été signé en l'absence du Medef et de sept autres fédérations patronales — CGPME, UPA, transports, BTP, tourisme et industrie notamment — qui affirment représenter 90 % des salariés guadeloupéens[78]. Selon Willy Angèle, l'accord a été signé entre « le LKP et des organisations patronales minoritaires qui lui sont très proches ». Élie Domota parle d'« un premier pas » et d'« un accord qui vaut son pesant d'or », mais n'appelle pas à la fin de la grève[79].
En Martinique, Fort-de-France connait une seconde nuit d'exactions.

- vendredi 27 février : Six personnes sont placées en garde à vue dans l'enquête sur la mort par balles du syndicaliste Jacques Bino[80].
En Martinique, le préfet Ange Mancini demande à la population de l'île de ne pas sortir après 19 h précisant néanmoins qu'il ne s'agissait pas d'un couvre-feu. Il annonce également que les gardes mobiles vont entrer en « phase dynamique ». La nuit sera finalement très calme à Fort-de-France mais marqué néanmoins par de la casse dans les autres communes et en particulier au Lamentin.

- samedi 28 février : En Guadeloupe le Medef refuse toujours de signer l'accord sur l'augmentation des bas salaires signé vendredi par le LKP et des syndicats patronaux minoritaires, restant sur leurs dernières propositions[81]. Les négociations reprennent sur les revendications autres que salariales du collectif. À Paris, entre 3 500 et 4 000 personnes se réunissent en soutien « au peuple des Antilles »[10].

### Mars 2009
- dimanche 1er mars : Le suspect du meurtre du syndicaliste Jacques Bino, un Guadeloupéen de 35 ans, est mis en examen pour meurtre et tentative de meurtre et écroué. Le préfet Nicolas Desforges appelle à la reprise des activités dès lundi, estimant que l'essentiel des revendications du LKP est acquis. Élie Domota estime que cet appel à la fin de la grève, lancé en pleine négociation, est « cavalier et irrespectueux ». Willy Angèle estime qu'il serait « vraiment extraordinaire » que l'accord signé entre le LKP et certaines organisations patronales professionnelles minoritaires soit étendu à toutes les entreprises[10],[82]. Le ministre de l'Intérieur et de l'Outremer, Michèle Alliot-Marie, appelle le Medef à adopter, « lui aussi, une attitude responsable » dans les négociations salariales en cours[10]. Dans la soirée, Domota réitère son intention de demander l'extension de l'accord à toutes les entreprises de Guadeloupe et déclare vouloir « passer d'entreprise en entreprise pour le faire signer. » Après avoir laissé entendre qu'il pourrait suspendre la grève dimanche, le LKP annonce qu'il ne se prononcera que lundi, après transmission d'un document actant les points d'accord[10],[83].

- lundi 2 mars : Lundi matin environ un millier de partisans du LKP manifestent devant le centre commercial de Baie-Mahault. Dans le cortège, Charlie Lendo, secrétaire général adjoint de l'UGTG déclare que « l'idée c'est que nous contraignions (les propriétaires) à signer l'accord » sur l'augmentation de 200 euros des salaires. Max Céleste, dirigeant de Combat ouvrier (Lutte ouvrière) et membre du LKP prévient que « même s'il ne signe pas aujourd'hui, les travailleurs se chargeront de faire signer l'accord de gré ou de force ». Willy Angèle réplique à la déclaration de la veille de Michèle Alliot-Marie qu'il serait « très difficile pour les entreprises de prendre l'engagement de se substituer au bout de deux ans aux primes de l'État et des collectivités locales » pour assurer les 200 euros d'augmentation prévue sur les bas salaires. Il dénonce à nouveau les « méthodes musclées » du LKP accusé de « fermer par la force des entreprises » et il estime qu'à la suite de la grève, les dépôts de bilan devraient « se traduire par 10 000 à 14 000 suppressions d'emplois », entrainant le taux de chômage à « plus de 30 % ». Le préfet Desforges déclare « qu'il faut savoir finir une grève » et souligne que sa prolongation serait « auto-destructrice pour l'île, son économie et son image, voire pour sa cohésion sociale »[10],[84]. La société de production TAC Presse est perquisitionnée à la suite du reportage « Les derniers maîtres de la Martinique »[85], la justice ayant ouvert une enquête pour « apologie de crime contre l’humanité et incitation à la haine raciale » [86].

- mardi 3 mars : La présidente du Medef Laurence Parisot annonce que Willy Angèle devrait donner son accord pour que toutes les entreprises de l'île appliquent « des bonus spécifiques, des primes de pouvoir d'achat » proches ou équivalents à 200 euros. Elle justifie en revanche le refus de signer l'accord signé par le LKP « parce qu'il y a un engagement financier qui rend cet accord mortel pour la plupart des entreprises de Guadeloupe »[87]. Elle dénonce également l'attitude de l'État dans la crise, jugeant qu'il s'est montré « complaisant » et qu'il « n'a pas tenu son rôle, n'a pas permis que les négociations se déroulent d'une manière normale, comme dans tout dialogue social », affirmant qu'« il y a eu beaucoup d'intimidations, de menaces, même de violences de la part du LKP qui ne pouvait que perturber et gêner la bonne conduite de la négociation »[88]. François Fillon déclare que « l'économie de la Guadeloupe est au bord du gouffre » et qu'« il va y avoir de toute façon des dégâts considérables liés à la longueur de ce conflit », demandant que le travail reprenne[89].
En Martinique, au 26e jour de grève, un accord-cadre est signé entre le patronat et la majorité des organisations syndicales, prévoyant une augmentation de 200 euros nets mensuels pour les salaires jusqu'à 1,4 SMIC; 100 euros provenant de l'État au titre du revenu supplémentaire temporaire d'activité (RSTA) nouvellement créé, entre 30 et 100 euros provenant des entreprises selon leur taille et leur situation financière, le restant provenant du conseil régional et du conseil général. Le mot d'ordre de grève générale n'est toutefois pas levé[90].

- mercredi 4 mars : Élie Domota estime dans la matinée qu'« il faudra un peu de temps » pour finaliser l'accord mais pense « pouvoir y arriver ». Il déclare que « le peuple guadeloupéen demande plus de respect, plus de dignité, du travail, la fin de la discrimination raciale, l'augmentation des salaires et des formations pour assurer l'avenir de la jeunesse » et ajoute que « le débat institutionnel n'a jamais été posé par le LKP ». Il rejette la proposition de prime du Medef : « Une prime, ce n'est pas une augmentation de salaire. Laurence Parisot ferait mieux de demander à ses amis des colonies de signer l'accord conclu »[91].

- jeudi 5 mars : Au 44e jour de grève, le préfet de Guadeloupe, Nicolas Desforges, le porte-parole du LKP, Élie Domota et le président du conseil régional de Guadeloupe, le socialiste Victorin Lurel signent un protocole de suspension du conflit[92]. Ce dernier salue un « accord historique » qui « permet d'envisager une sortie par le haut de la crise sociale qu'a connue la Guadeloupe durant six semaines ». Le texte compte 165 articles et récapitule les différentes avancées obtenues depuis le 20 janvier des 146 revendications du LKP destinées à accroître le pouvoir d'achat. Lui est annexé l'accord « Jacques Bino » prévoyant une augmentation de 200 euros sur les bas salaires, et uniquement signé par les organisations patronales minoritaires. Domota déclare qu'« il faut continuer à rester mobilisés et continuer à se battre », « nous militons toujours pour l'extension de l'accord Bino dans toutes les entreprises de Guadeloupe »[93]. Il affirme à propos des entreprises toujours bloquées que « soit elles appliqueront l'accord, soit elles quitteront la Guadeloupe » et ajoute « nous ne laisserons pas une bande de békés rétablir l'esclavage ». Il demande l'extension de l'accord et appelle au boycott de certaines enseignes telles que Match, Carrefour et Cora[94]. Il estime de plus que le Medef est « en train d'imploser » en Guadeloupe. La fédération patronale du BTP appartenant au Medef-Guadeloupe déclare « adhérer à l'accord ».

- vendredi 6 mars : Le ministère du Travail annonce qu'il lancerait en fin de semaine une procédure d'extension de l'accord interprofessionnel sur les salaires, ce qui impliquerait que l'accord qui n'a été paraphé que par des organisations patronales minoritaires devra être appliqué à l'ensemble des salariés de Guadeloupe[95]. La Confédération générale des petites et moyennes entreprises (CGPME) dénonce « les propos outranciers et menaçants du LKP » et réaffirme son opposition à l'accord « Jacques Bino ». Le Medef Guadeloupe « respecte » et juge « normale » la procédure engagée par le ministère du Travail[10].
En Martinique, des incidents violents éclatent en marge d'une manifestation contre le blocage de l'île menée par des petits agriculteurs. Leur colonne de tracteurs est bloquée à l'entrée de Fort de France, certains sont incendiés. Un automobiliste est violemment pris à partie par des jeunes. Dans la soirée, des affrontements ont lieu autour du siège du « Collectif du 5 février »[96].

- samedi 7 mars : En Guadeloupe, le Medef formalise son engagement unilatéral à augmenter les bas salaires sous forme de « bonus exceptionnel » exonéré de cotisations salariales et exclu du salaire de base, s'appliquant aux salariés percevant jusqu'à 1,4 fois le SMIC et allant de 50 à 100 euros selon l'entreprise. La procédure d'extension de l'accord sur les salaires est lancée. Quelques milliers de manifestants défilent à l'appel du LKP pour réaffirmer leur soutien au mouvement. Le parquet de Pointe-à-Pitre ouvre une enquête judiciaire à l'encontre du leader du LKP, Elie Domota, pour « provocation à la discrimination, à la haine et à la violence contre des personnes ou des catégories de personnes en raison de leur origine visant notamment et spécifiquement les personnes désignées par le vocable 'béké' »[10],[97].

- dimanche 8 mars : Domota dément avoir tenu des propos racistes, explique qu'« il ne s'agit pas du tout d'un appel à la haine raciale » et dénonce « une volonté affichée de faire taire le peuple guadeloupéen ». Cette action judiciaire est considérée comme de la « provocation » par l'un des avocats du LKP qui avertit que si elle était confirmée, « nous allons déposer plainte nommément contre ceux qui ont déposé plainte, pour révisionnisme », jugeant que les propos de Domota sur les békés reflétaient « la réalité historique »[98]. Le conseiller spécial de Nicolas Sarkozy déclare « inacceptable » toute incitation à la violence ou à la haine raciale mais affirme que le sentiment identitaire aux Antilles est alimenté par des « formes d'exploitation et d'injustice »[10].

- lundi 9 mars : le ministre du Travail Brice Hortefeux déclare qu'il ne prendra qu'après le 20 mars une décision sur une éventuelle extension de l'accord sur les salaires à toutes les entreprises privées de Guadeloupe[10].

À La Réunion, le préfet Pierre-Henry Maccioni annonce une baisse des prix du gaz et des carburants et le Medef donne son accord pour une prime de 50 euros sur les bas salaires.
- mardi 10 mars : La ministre de l'Intérieur et de l'Outre-mer Michèle Alliot-Marie juge « inacceptables » certains termes de l'accord salarial signé en Guadeloupe et déclare qu'« une nouvelle page s'écrit dans l'histoire des relations entre l'outre-mer et la métropole » lors de sa présentation du projet de loi sur l'outre-mer au Sénat[10].
À la Réunion, le « collectif contre la vie chère à la Réunion » (Cospar) appelle au calme après des heurts entre jeunes et forces de l'ordre en marge d'une manifestation, appelant à la reprise des négociations afin d'« aboutir à un accord le plus tôt possible »[10].
En Martinique, le tribunal de grande instance donne raison aux 45 entreprises ayant déposé des requêtes demandant la levée des barrages les empêchant de travailler[10].

- mercredi 11 mars : En Martinique, le « collectif du 5 février » et le patronat signent un accord global sur les bas salaires qui prévoit une augmentation de 200 euros pour les salariés de droit privé qui gagnent entre 1 et 1,4 fois le SMIC. Le collectif annonce toutefois que la grève n'est pas finie mais que des assouplissements seront faits sur les barrages[99],[10].
À la Réunion, les négociations reprennent sous l'égide du préfet Pierre-Henry Maccioni après une nuit de violences[10].
Dans le cadre du projet de loi sur l'outre-mer le Sénat donne son accord pour la création dans les quatre DOM de « zones franches d'activité »[10].

- jeudi 12 mars : Le gouvernement déclare qu'il ne va probablement pas étendre à toutes les entreprises de Guadeloupe l'accord prévoyant une hausse de 200 euros pour les bas salaires[100].
Dans le cadre du projet de loi sur l'outre-mer le Sénat vote la création d'un fonds exceptionnel d'investissement afin d'aider les collectivités territoriales d'outre-mer et de financer des investissements publics[10].

- vendredi 13 mars : Le Sénat adopte la Lodeom (loi sur le développement économique des outre-mer), qui doit renforcer les incitations fiscales en faveur du développement de l'outre-mer[10].

- samedi 14 mars : En Martinique, au 38e jour de mobilisation menée par le « Collectif du 5 février », un protocole de fin de conflit est signé[101].

### Avril 2009
- 1er avril : Ecomax, la première enseigne de grande distribution à avoir signé avec le LKP un accord sur une baisse des prix des produits de première nécessité propose ce mercredi 1er avril une baisse effective dans ses 28 magasins[102].

- 10 avril : Le gouvernement annonce l'extension à toutes les entreprises guadeloupéennes de l'« accord Bino » du 26 février garantissant une hausse de 200 euros sur les bas salaires jusqu'à 1,4 fois le SMIC, à l'exception de l'article 5 qui prévoyait que ces 200 euros seraient à la seule charge des employeurs au terme des trois ans de l'accord[103].

## Contexte social et économique aux Antilles
Si le mouvement de grève générale contre la vie chère a débuté en Guadeloupe en janvier 2009, c'est que ce département français a une histoire coloniale, une situation économique et sociale bien particulière.
| Situation socio-économique des DOM et de la Métropole (source : lepoint.fr) |                       |                                                                            |                               |                               |
|                                                                             | Métropole             | Guadeloupe                                                                 | Martinique                    | La Réunion                    |
| PNB/habitant (2007, en euro)                                                | 32 535                | 18 960 (16 575 en 2003 soit +14 %)                                         | 21 175                        | 17 080                        |
| Population (hab.)                                                           | 62 465 709            | 450 620                                                                    | 403 410                       | 796 960                       |
| Population de moins de 20 ans                                               | 25,1 %                | 31,6 %                                                                     | 29,3 %                        | 35,4 %                        |
| Effort budgétaire de l'État en 2009 (en milliards d'euros)                  |                       | 2,46                                                                       | 1,84                          | 4,05                          |
| Taux de chômage (2007)                                                      | 8,1 %                 | 22,7 % (26,9 % en 2003 soit -16 %) (39,8 % chez les jeunes) (45,2 en 2003) | 21,2 % (38 % chez les jeunes) | 24,2 % (49 % chez les jeunes) |
| Nombre de RMistes et en % de la population (2007)                           | 1,13 million (1,80 %) | 32 052 (7,11 %)                                                            | 31 592 (7,83 %)               | 68 241 (8,57 %)               |

## Les revendications du LKP
Voici la liste des 120 revendications initiales du collectif Liyannaj Kont Pwofitasyon (LKP) déposée le 20 janvier 2009 :
1- NIVEAU ET CONDITIONS DE VIE
1. Un relèvement immédiat et conséquent d’au moins 200 €, des bas salaires, des retraites et des minima sociaux afin de relancer le pouvoir d’achat, de soutenir la consommation des produits guadeloupéens et plus généralement la demande.

2. Le relèvement immédiat du SMIC, des salaires du secteur privé, des traitements de la fonction publique, du minimum vieillesse, des minima sociaux.

3. Un salaire minimum guadeloupéen calculé sur le coût réel de la vie en Guadeloupe.

4. Création d’un bureau d’études ouvrières, chargé de calculer l’évolution des prix des produits réellement consommés par les travailleurs.

5. Réductions d’impôts fondées sur la justice fiscale.

6. Baisse significative de toutes les taxes et marges sur les produits de première nécessité et sur les transports.

7. Baisse des taux de la taxe sur les carburants.

8. Suppression de la taxation des produits locaux
Logements
9. Gel des loyers pour une période indéterminée et pour l’année 2009 l’annulation de l’augmentation de 2,98 %.

10. L’arrêt des saisies immobilières des propriétés des guadeloupéens et restitution des biens

11. Un plan quinquennal pour résorber l’habitat insalubre

12. Un vaste programme de construction de logements sociaux et intermédiaires.
Environnement
Contamination des terres par la chlordécone :

13. Définition de mesures sanitaires pour protéger les populations des zones contaminées

14. Indemnisation des victimes professionnelles et civiles
Transports
15. Mise en place d ‘un véritable service de transport des usagers.

16. Engagement d’un audit indépendant sur les modalités de constitution des Groupements et d’attribution des marchés ;

17. Révision des conditions d’exécution des marchés envers les usagers (Abribus, arrêts matérialisés, gares routières, poteaux d’indications des horaires de passage des bus)

18. Réhabilitation et indemnisation des Transporteurs déclarés « clandestins »

19. Révision des conditions d’exécution des marchés par les groupements vis-à-vis des transporteurs (mise en fonction de la billetterie, fixation du prix à verser par chaque sous-traitant en fin de mois)
2- ÉDUCATION
20. Mise en place dans l’immédiat d’un moratoire de 4 ans en ce qui concerne la réforme du recrutement des enseignants, le temps de permettre la mise en place par l’U.A.G. des masters de professionnalisation et les sorties des premières promotions.

21. Acter dans ce cadre un plan de titularisation des contractuels pour pallier les besoins de recrutement.

22. Maîtrise de la gestion des postes et du personnel en Guadeloupe pour mettre en place une politique de l’emploi et de la formation conforme à nos besoins.

23. Disposer d’un pouvoir décisionnel en matière de programmes, d’orientation, d’éducation de gestion des ressources, de la mise en place d’un plan de titularisation du personnel contractuels et des contrats aidés.
3- FORMATION PROFESSIONNELLE
24. Création d’une structure assurant un véritable service public de la formation professionnelle : le CRFP ne constituant pas une réponse à la hauteur des enjeux.

25. Augmentation des fonds alloués à la formation professionnelle - Minimum 100 millions d’euros.

26. Création de filières de formation professionnelle liées à tous les secteurs stratégiques pour le développement de la Guadeloupe et adaptées à nos réalités avec production de référentiels spécifiques (Agriculture, Environnement, Énergies renouvelables…)

27. Plan de formation obligatoire dans toutes les entreprises et particulièrement dans les entreprises de moins de 10 salariés.

28. Mise en place d’un dispositif d’accompagnement et de formation pour un chômeur ou un travailleur dans le cadre de la création d’activité.

29. Création d’un Fonds d’urgence pour la formation professionnelle alimenté par les remboursements des trop perçus de la SARA.
4- EMPLOI
30. Priorité d’embauche pour les Guadeloupéens. 

31. Embauche obligatoire de Guadeloupéens dans toutes les entreprises qui bénéficient d’aide
publique.

32. Mise en place d’un avenant régional à la prochaine convention Unedic en vue d’améliorer et d’élargir les conditions d’indemnisation du chômage en Guadeloupe : revalorisation des allocations de chômage en montant et en durée (moins du ¼ des chômeurs de Guadeloupe ont droit à ce jour à
l’ARE).

33. Respect de l’obligation de recrutement des Travailleurs Handicapés

34. Arrêt de la déprogrammation des fonds de la formation professionnelle

35. Ouverture des financements de la formation professionnelle à tous les chômeurs et non plus uniquement aux seuls indemnisés au titre de l’ARE & instauration d’un crédit annuel de formation pour chaque chômeur.

36. RÉHABILITATION DU FONDS SOCIAL de l’ex ASSEDIC pour les situations individuelles.

37. Limitation du CDD à 6 mois renouvelable une fois, à l’issue du renouvellement, embauche du salarié.

38. Limitation du recours aux sociétés d’intérim à 5 % des contrats du secteur marchand

39. Embauche prioritaire à l’issue d’un contrat en alternance

40. Obligation d’embauche des travailleurs handicapés au lieu du paiement de la pénalité prévue par la loi.
Contre les LICENCIEMENTS
41. Participation des représentants des salariés dans les instances dirigeantes de l’entreprise avec voix délibératives.

42. Plan social, reclassement et formation obligatoire quel que soit le nombre de licenciés et l’effectif salarié de l’entreprise,

43. Réintégration de droit des licenciés pour faute, à la suite de la décision de justice ne confirmant pas la faute et systématisation du droit à la réparation.

44. Remboursement par l’entreprise des aides publiques perçues en cas de licenciement économique.
5- DROITS SYNDICAUX ET LIBERTÉS SYNDICALES
45. Obligation d’un Accord de Branche ou d’Entreprise avant toute autorisation de travail le dimanche

46. Mise à disposition d’une Maison des Syndicats à Jarry

47. Négociation d’un Accord de Branche et Interprofessionnel sur l’exercice du droit syndical, la représentativité, la représentation de Branche, l’emploi

48. Régularisation des travailleurs en situation irrégulière.

49. Négociation de Convention Collective dans tous les secteurs.

50. Renforcement de moyens des Inspecteurs et Contrôleurs du travail.

51. Mise en place et respect du comité d’hygiène, de sécurité et de conditions de travail dans toutes les entreprises.

52. Mise en place de délégué du personnel dans toutes les entreprises d’au moins 5 salariés.

53. Représentation des syndicats de Guadeloupe dans les entreprises et les organismes paritaires, (ASSEDIC-Sécurité Sociale-CAFAGEFOS- PME-FONGECIF…)

54. Liberté de participation de syndicalistes extérieurs au Comité d’Entreprise et aux Négociations Annuelles Obligatoires

55. Extension systématique des Accords Collectives de Guadeloupe à l'ensemble de l'archipel,

56. Reconnaissance du 27 Mé, jour férié, chômé et payé.

57. Droit à l'organisation de formation syndicale ouverte à toutes les organisations syndicales de Guadeloupe.

58. Budget formation alloué aux syndicats dans le cadre de la formation syndicale

59. Annulation et Arrêt des poursuites pénales en matière d’action syndicale.
6-SERVICES PUBLICS
60. Création et préservation de véritables services publics dans les secteurs stratégiques (eau, transport, énergie électrique et fossiles, traitement des déchets, prévention et sécurité civile, crédit...) au service de la population et des besoins économiques du pays, comprenant au sein des instances dirigeantes des représentants des usagers et des travailleurs.

61. Transparence sur la fixation des prix de l’eau, des transports, des carburants, des loyers, du gaz, de l’électricité, des nouvelles technologies de l’information et de communication

62. Baisse immédiate de 50 centimes du prix des carburants

63. Baisse du prix de l’eau, du prix de transport de passagers, du prix des communications
EAU
64. Distribution de l’eau en qualité et en quantité sur l’ensemble du territoire

65. Fixation d’un prix unique sur l’ensemble du territoire

66. Facturation en fonction de la quantité réellement consommée.

67. Remplacement du réseau vétuste (plus de 50 ans) 

68. Révision du mode de calcul de l’assainissement des eaux usées.

69. Suppression de la majoration de 12 € pour retard de paiement
SANTE
70. Ouverture des négociations portant sur l’équilibre de l’offre de soins entre le Public et le Privé, entre Établissements Privés et sur l’ensemble du territoire ;

71. Résorption des déficits structurels des Hôpitaux ;

72. Engagement des procédures pour la reconstruction du CHU ;

73. Révision du système d’évaluation des budgets dans le public et le privé
7- PRODUCTION
Volet Agricole
74. Maintien et aménagement du foncier agricole (eau d’irrigation, voiries, téléphone, électricité) afin de créer des entités de production viables et en constante recherche d’autonomie.

75. Finalisation de la mise à disposition des 32 hectares de terre pour la réalisation du projet porté par « Kè a Kanpech ».

76. Maintien du traitement des dossiers collectifs par les SICA et Groupements de producteurs.

77. Exonération de la taxe foncière au profit des exploitants agricoles sur l’ensemble du territoire.

78. Suppression des taxes sur les engrais, désherbants, semences, aliments de bétail et gasoil, etc., destinés à la production agricole. 

79. Paiement des aides aux agriculteurs. 

80. Prise en compte de la valorisation de tous les coproduits issus de l’agriculture comme partie intégrante de la richesse produite par l’exploitation agricole (ex : bagasse pour l’énergie, etc.).

81. Mise en place de mécanismes fiscaux et douaniers pour développer la préférence guadeloupéenne.
Volet Pêche
82. Suppression immédiate de toutes les taxes perçues sur les matériels, révision du coût des intrants.

83. Révision immédiate du texte concernant les exonérations au titre de l’URSSAF pour les marins pêcheurs embarqués seuls.

84. Mise en place d’un plan de formation des professionnels et des jeunes aux différentes activités de la pêche, aux acquisitions des techniques de capture nouvelles, aux utilisations de matériel électronique embarqué, aux techniques de conservation et de vente.

85. Traiter les problématiques, conditions de vente en gros et au détail réalisé par les marins pêcheurs, produits d’importation, groupements d’intérêt économique, organisation des producteurs.

86. Traiter les problématiques d’aménagement portuaire, points d’avitaillement, zone d’entretien des navires, zone de stockage des matériels.

87. Mise en place d’une plate-forme de rencontres et d’échange avec les professionnels de la Caraïbe.
8- AMÉNAGEMENT DU TERRITOIRE ET INFRASTRUCTURES
La maîtrise foncière
88. Fixer à 50 000 ha la surface agricole incompressible sous forme de ZAP (Zone Agricole Protégée) et mise en place d’une commission d’évaluation et de contrôle annuel.

89. Favoriser l’installation des jeunes diplômés sur des exploitations viabilisées (350 dossiers en attente).

90. Protection du patrimoine écologique de la Guadeloupe (forêt, mangrove…)

91. Arrêt de toutes spéculations immobilières et de la discrimination privant les Guadeloupéens du droit à l’accession à la propriété dans leur pays.

92. Arrêt d’implantation de nouvelles stations services

93. Arrêt de l’implantation et de l’extension des grandes surfaces

94. Arrêt définitif du projet d’implantation d’un circuit automobile « Vigie Gate » à Anse Bertrand.

95. Publication de tous les baux passés par les collectivités locales avec des particuliers et/ou des structures privées, à propos de la mise à disposition des terres achetées par ces dites collectivités
Un développement équilibré du territoire
96. Rééquilibrage des territoires pour harmoniser l’organisation, la complémentarité et la répartition des activités sur l’ensemble du pays.

97. Renforcement de pôles secondaires complémentaires aux pôles principaux (Région Pointoise et Basse-Terre)

98. Redynamisation des bassins de vie par le développement économique d’activités de terroir (exemples : agro-transformation, pêche…)

99. Dynamiser et valoriser les îles en s’appuyant sur leur identité culturelle.

100. Redynamiser les quartiers et les bourgs susceptibles de développer l’emploi de proximité.
Les infrastructures
101. Dynamiser l’habitat social au travers d’un recensement des besoins égalitaire et concerté (Région – État- Mairie).

102. Réaliser un recensement des besoins en logements, établissements scolaires, crèches, équipements sportifs, maisons de quartier afin d’y pourvoir par-delà toute prétention politicienne et électoraliste.

103. La création d’une pépinière artisanale et agricole qui serait la vitrine de nos produits du terroir

104. Le développement urgent de réseaux de transport secondaires : maritime, inter-iles, intercôtiers..

105. Mise aux normes parasismiques de tous les établissements et infrastructures publics (écoles, hôpitaux, ponts…)

106. Arrêt du projet d’implantation du port en eaux profondes.
9-KILTI
107. Prise en compte dans la programmation des médias de la langue et de la culture guadeloupéenne par la présence de représentants des associations culturelles dans les conseils d’administration.

108. Favoriser le développement d’entreprises et associations d’insertion culturelle.

109. Réhabilitation des lieux de mémoire populaire par l’adressage (non a lari).

110. Création d’un institut culturel « Papa Yaya » à Capesterre Belle Eau.
10-ARETE PWOFITASYON
111. Rachat par les Collectivités du patrimoine foncier de Kalenda en vue de la création d’une unité hôtelière de luxe et du reclassement des salariés licenciés d’Anchorage et Kalenda.

112. Restitution du patrimoine (financier, mobilier et immobilier) des mutuelles liquidées en Guadeloupe.

113. Dessaisissement de l’administrateur provisoire (M.BORGAT) du dossier des mutuelles.

114. Domiciliation des paiements de France Télécom, EDF…, dans les banques installées en Guadeloupe.

115. Poursuites pénales pour les infractions relevant d’abus de position dominante, d’entente illicite et de publicité mensongère.

116. Poursuite contre les Responsables des massacres de mai 67 à Pointe à Pitre et réparation des préjudices aux victimes et ayants droit.

117. Transparence et baisse des coûts des services et des taux pratiqués par les banques et par les établissements de crédit.

118. Priorité et facilité d’accès au marché et aux aides publiques pour les entreprises Guadeloupéennes.

119. Arrêt des abominations à l’encontre des travailleurs étrangers.

120. Résolution de tous les conflits en cours.

## Les conséquences de la grève
En Guadeloupe, la grève générale a eu des répercussions sur différents secteurs.

### Les acquis socio-économiques
La grève générale a permis des avancées sur les plans socio-économiques. Certaines situations de monopoles ont ainsi pu être mises en lumière lors de ce mouvement.

### Conséquences sur l'économie

#### Le tourisme
Le secteur du tourisme a été particulièrement touché par le mouvement.
Le tourisme représente 7 % du PIB de la Guadeloupe, soit près d'un point de plus que la Métropole, et le secteur hôtelier, avec 10 000 employés, est de loin le premier employeur de l'île. Interrogé en février, Nicolas Vion, président du groupement hôtelier et touristique de Guadeloupe, déclarait que « 80 % du chiffre d'affaires est réalisé sur les mois de décembre, janvier et février », « le taux d'occupation des hôtels est tombé à 20 % et des licenciements sont inéluctables », ajoutant des licenciements chez les salariés locaux au manque à gagner pour les entreprises touristiques. Les grands tour-opérateurs français ont décidé de ne plus vendre la destination, à défaut de ne pouvoir accueillir les clients correctement. Ainsi la plupart des grands hôtels ont dû fermer, comme le village de La Caravelle du Club Méditerranée ou le Pierre & Vacances de Sainte-Anne.
À plus long terme, les effets de ce mouvement sont également dévastateurs et les répercussions se feront sentir durant des mois. Avec la mauvaise image donnée par le conflit, il faudra redonner envie aux touristes de se rendre dans ces destinations. Georges Colson, président du Syndicat national des agences de voyages (Snav) déclarait « On est en train de réduire à néant les efforts de promotion et de communication qui avaient été entrepris depuis dix-huit mois pour redresser la situation. L'image de cette destination devenait un peu plus positive alors que la concurrence avec les îles voisines, comme la République dominicaine ou Cuba, est de plus en plus forte. »
Ainsi depuis 2001, les parts de marché des Antilles françaises ne cessent de s'éroder, alors qu'en 2008, la République dominicaine se classait comme la première destination long-courrier depuis la France. FRAM a ainsi cédé deux hôtels haut de gamme Framissima dans chacune des deux îles et Accor a décidé fin 2002 un retrait progressif de son groupe aux Antilles.

## Les Guadeloupéens et la grève générale
Le site Qualistat (www.qualistat.fr) a réalisé du 6 au 11 mars 2009 pour RFO Guadeloupe une enquête téléphonique auprès de 512 Guadeloupéens représentatifs de l'ensemble de la population âgée de plus de 18 ans avec la méthode des quotas.
L'enquête retrouvait que globalement, 93 % des sondés adhéraient au mouvement initié par le collectif Liyannaj Kont Pwofitasyon (LKP) : 98 % adhéraient à la volonté de baisse des prix dans les grandes et moyennes surfaces, 98 % adhéraient à la transparence des prix de l'eau, du carburant et du gaz et 91 % adhéraient au relèvement de 200 euros des bas salaires et des petites pensions.
À la fin du conflit, trois Guadeloupéens sur quatre soutenaient le mouvement. Parmi ceux ne l'ayant pas soutenu, 18 % étaient contre les entraves à la circulation, 38 % craignaient pour l'économie et 30 % craignaient pour la scolarité des élèves.
Parmi les personnes soutenant le mouvement, 67 % se sont réellement mobilisées (meetings, manifestations ou signes distinctifs comme des tee-shirts ou des chiffons rouges accrochés aux voitures), ce qui représenterait 50 % des Guadeloupéens âgés de plus 18 ans.
Le LKP avait une bonne image pour 74 % des sondés, ce chiffre montant à 82 % chez les faibles revenus et descendant à 56 % chez les revenus élevés. Les organisations patronales avaient une mauvaise image chez 68 % des sondés. L'État avait une bonne image chez 35 % des sondés, et une mauvaise chez 29 % .
Les sondés pensent à 70 % que la vie sera meilleure grâce au mouvement, 90 % déclarent qu'ils s'intéresseront plus à l'actualité locale et 89 % qu'ils favoriseront la consommation locale.
Les sondés souhaitent pour 56 % d'entre eux une relance du débat sur l'évolution statutaire de la Guadeloupe et 66 % souhaitent que l'État laisse davantage de responsabilités aux élus locaux.

## Controverses
Les méthodes du collectif, recourant à des commandos qui ont contraint par intimidation les commerçants à fermer leurs magasins ont fait l'objet de controverses selon ce qu'en rapporte Le Figaro.
Les propos d’Élie Domota, répétés pendant le conflit, accusant un État colonial « qui envoie des charters de gendarmes « casser du nègre » chez lui, en Guadeloupe », son « pays »,, émettant « des « doutes » sur la « version officielle » à propos de la mort par balle d'un syndicaliste (assassiné par balles au volant de sa voiture par des manifestants d'un barrage tenu par des jeunes) à Pointe-à-Pitre », expliquant que « la France a choisi sa voie naturelle, celle de tuer des Guadeloupéens », et les propos qu'il a tenus lors d'une interview le 5 mars 2009 à Télé Guadeloupe « soit ils appliqueront l'accord, soit ils quitteront la Guadeloupe » et encore « nous ne laisserons pas une bande de békés rétablir l'esclavage » ont entrainé une polémique en métropole,. L'enquête judiciaire pour « provocation à la haine raciale » qui a été ouverte à son encontre est dénoncée par Domota comme une tentative d'« intimidation ».

## Mouvements «anti-LKP»
Le CLSR, pour Cohésion Sociale et Libertés Républicaines, est une association loi 1901 créée fin mars 2009, dont le but est notamment d'apporter une réponse contradictoire au LKP.

## Galerie

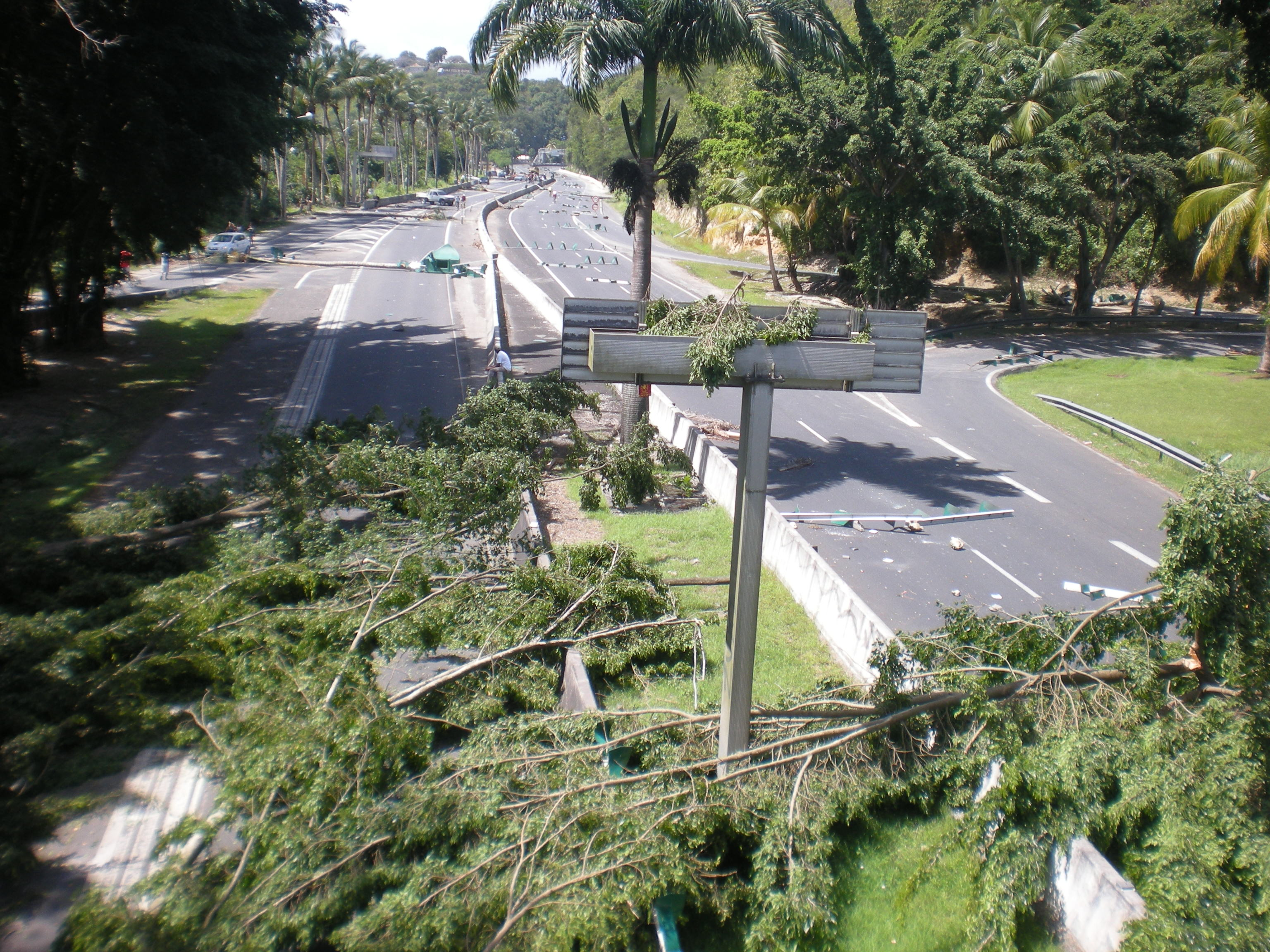
Blocage de la RN 4, un des axes principaux de la Guadeloupe, au niveau du pont de Gosier.
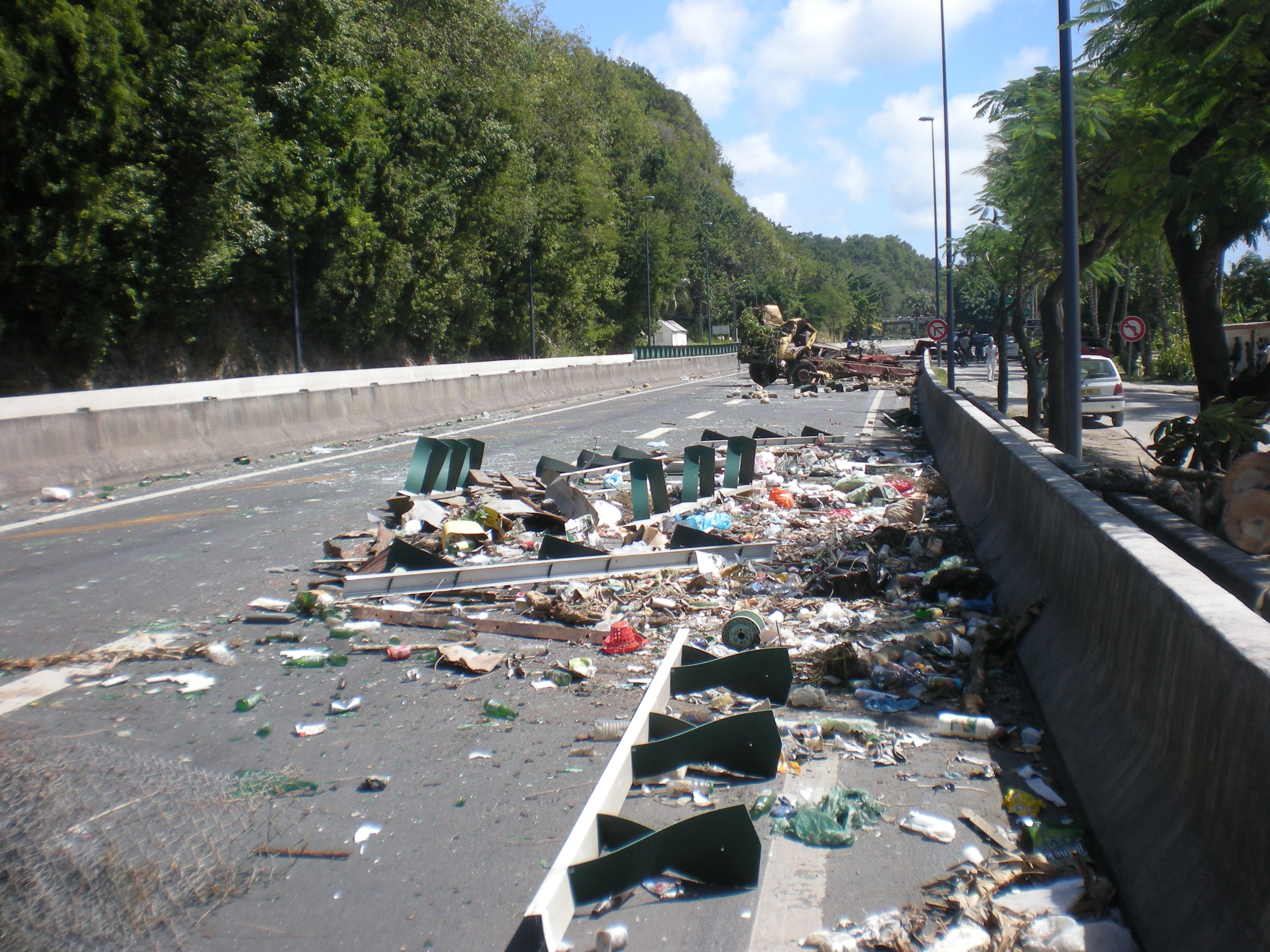
Blocage de la RN 4 au niveau de Gosier, Grand Baie.
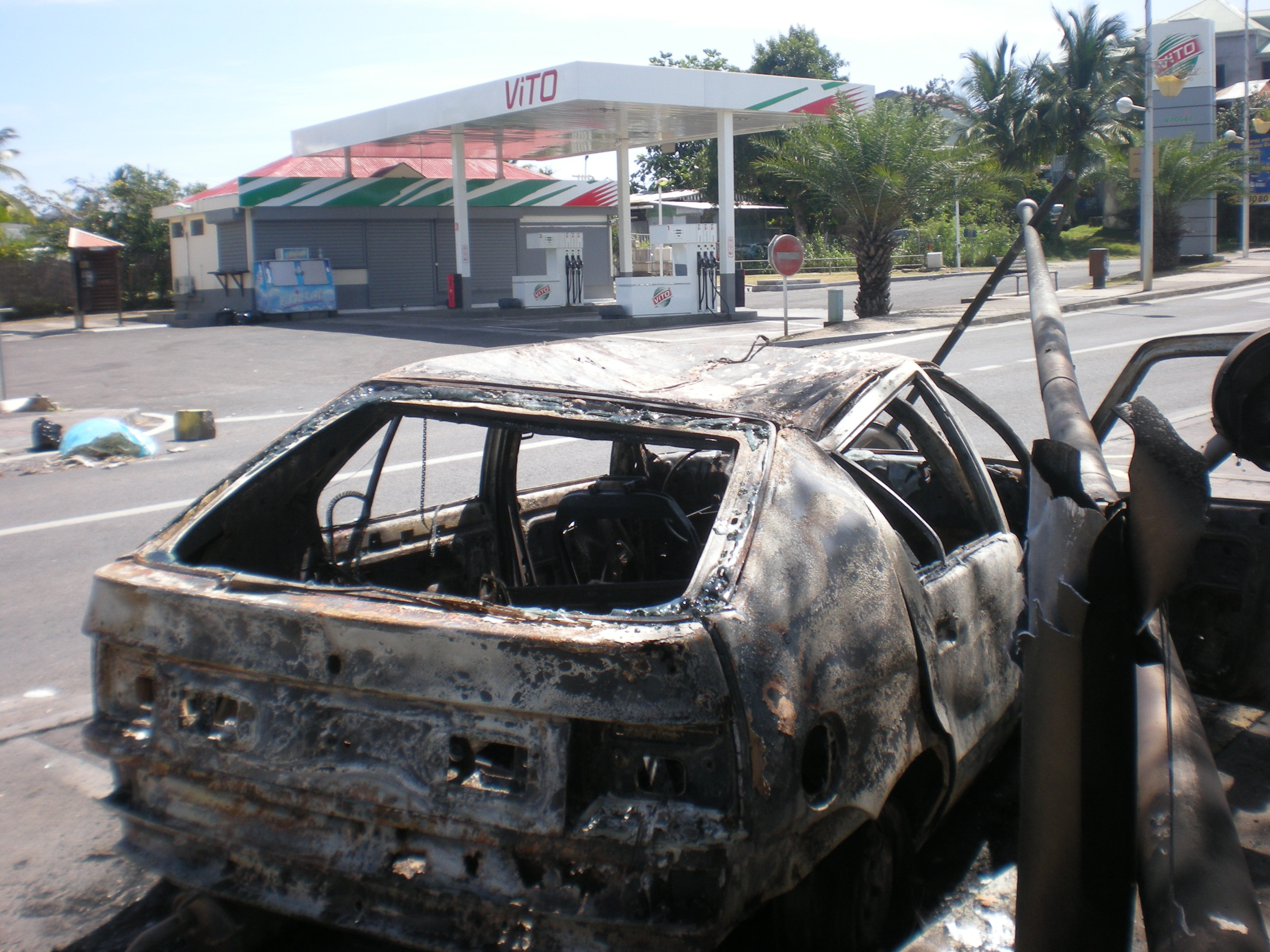
Station-service fermée et dégradations à Gosier après une nuit de violence.